# Палітурка

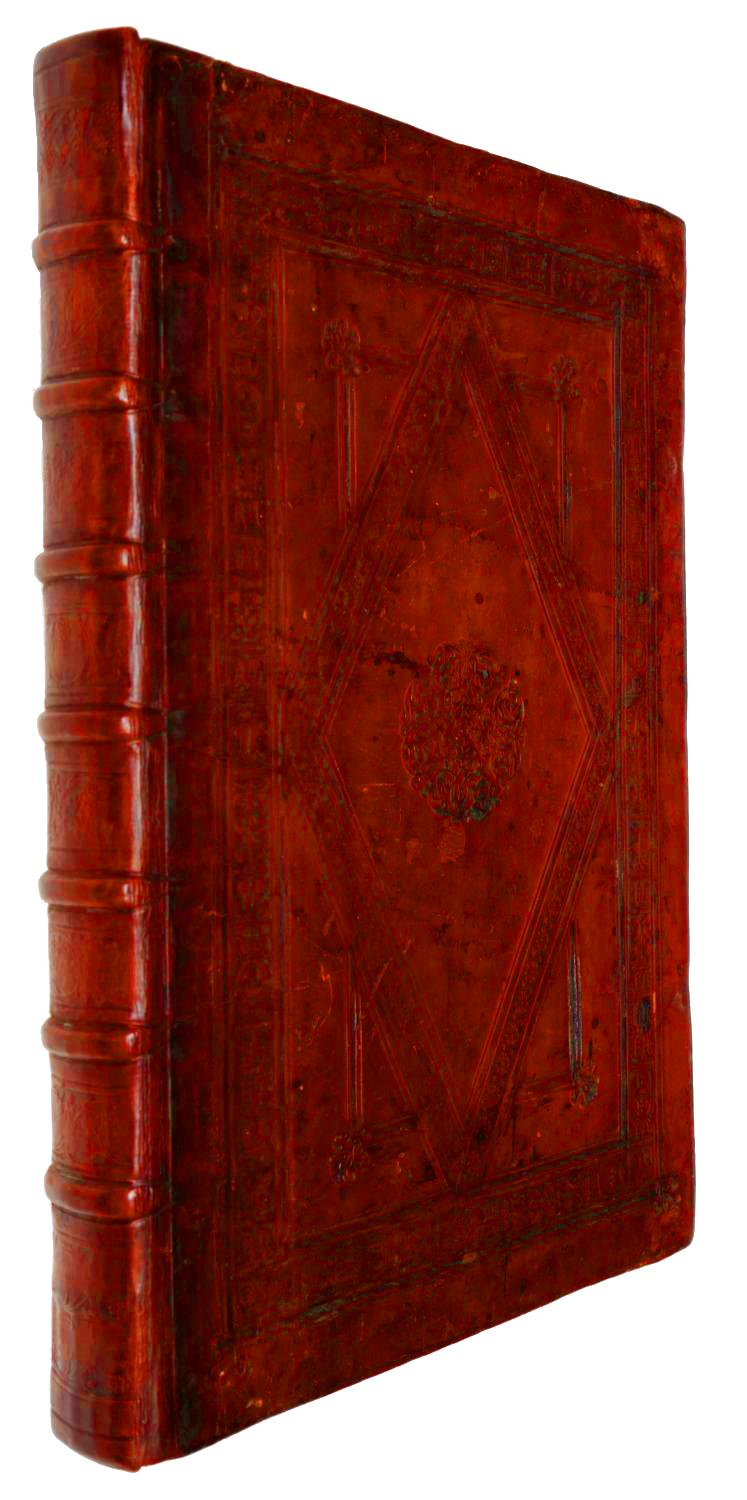

Паліту́рка, також опра́ва — цупка захисна обкладинка книжки, зазвичай виготовлена з покритого матерією картону, коленкору, важкого паперу, та рідше зі шкіри, з'єднана за допомогою подвійних аркушів паперу (форзаців) з книжковим блоком. Слово палітура виникло внаслідок видозміни політура («лак»): первісно обкладинки книг робили з дерев'яних дощечок, ретельно відшліфованих і покритих лаком.
Перші палітурки відомі з 1 ст. н. е., коли в Європі почали виготовляти рукописні книжки на пергаменті. Кришки палітурок бувають:
- складені, у яких корінець з відставом (стрічкою щільного паперу) та картонні боковинки вкриті різними палітурними матеріалами;
- суцільнокриті, що в них корінець з відставом і картонні боковинки обтягнуті одним матеріалом;
- суцільнокроєні (без картонних боковинок) з одного матеріалу.

Написи та зображення на кришці (якщо вони не нанесені заздалегідь на палітурний матеріал) створюють тисненням, трафаретним і високим друком, глибоким офсетним друком, декалькоманією та іншими способами.
Палітурка, на відміну від звичайної паперової обкладинки, є складнішою та дорожчою конструкцією. Зокрема, палітурки зазвичай виготовляють зі спеціальних матеріалів, як-от натуральна шкіра.

## Галерея

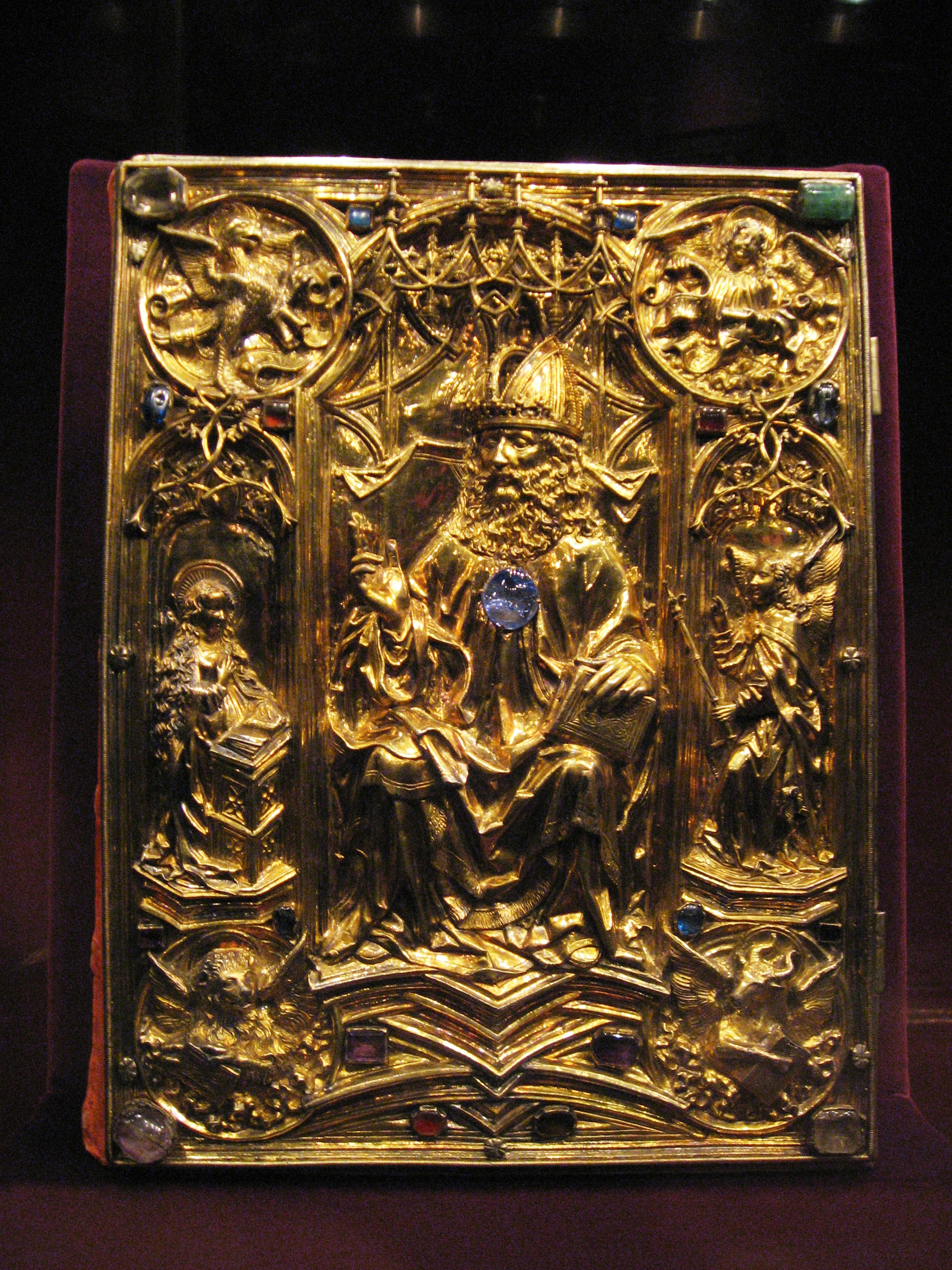
Ганс фон Рейтлінґен. Коронаційні Євангелії.  бл. 1500
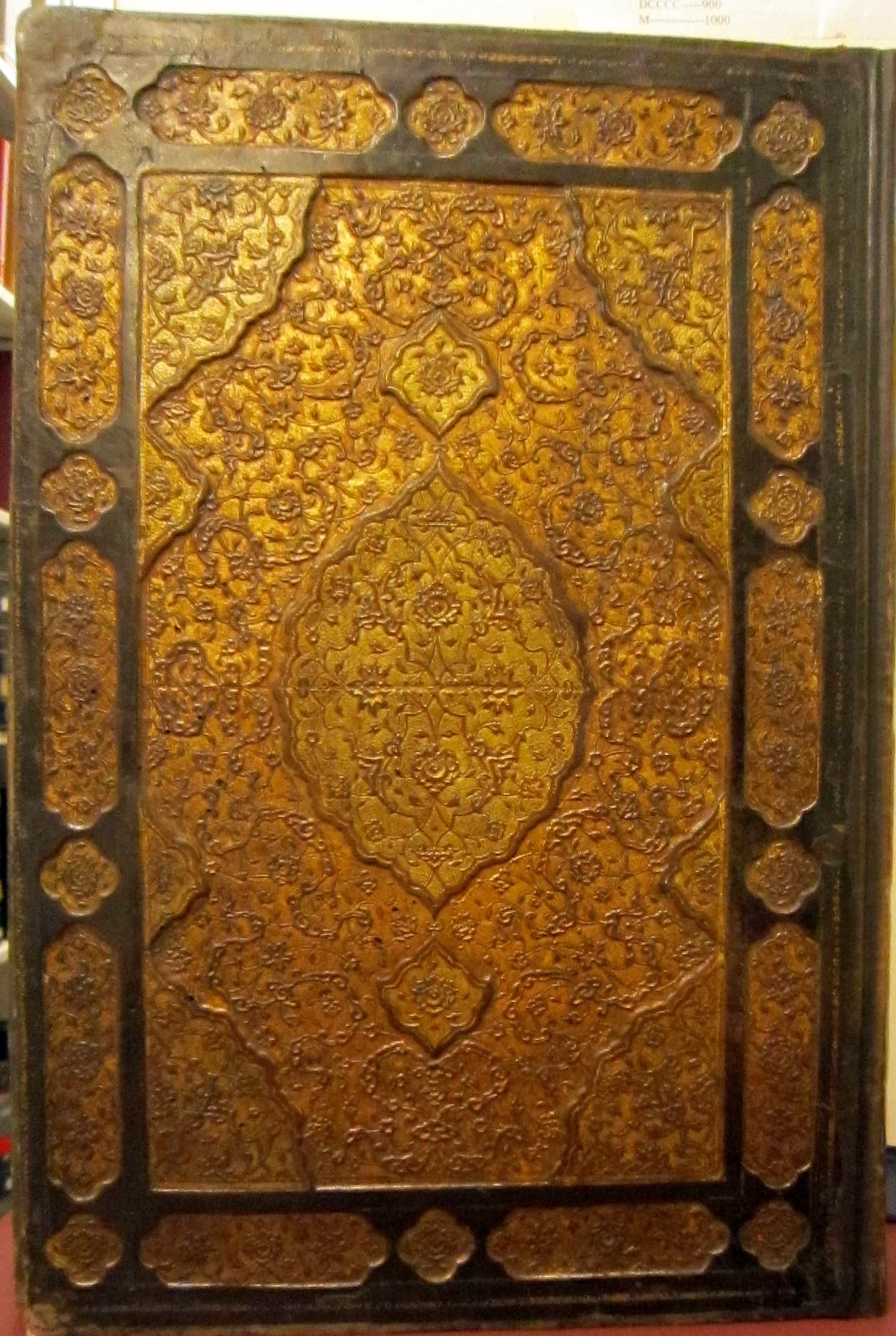
"Історія пророків". Тлумачення Корану. Персія, 16 ст.
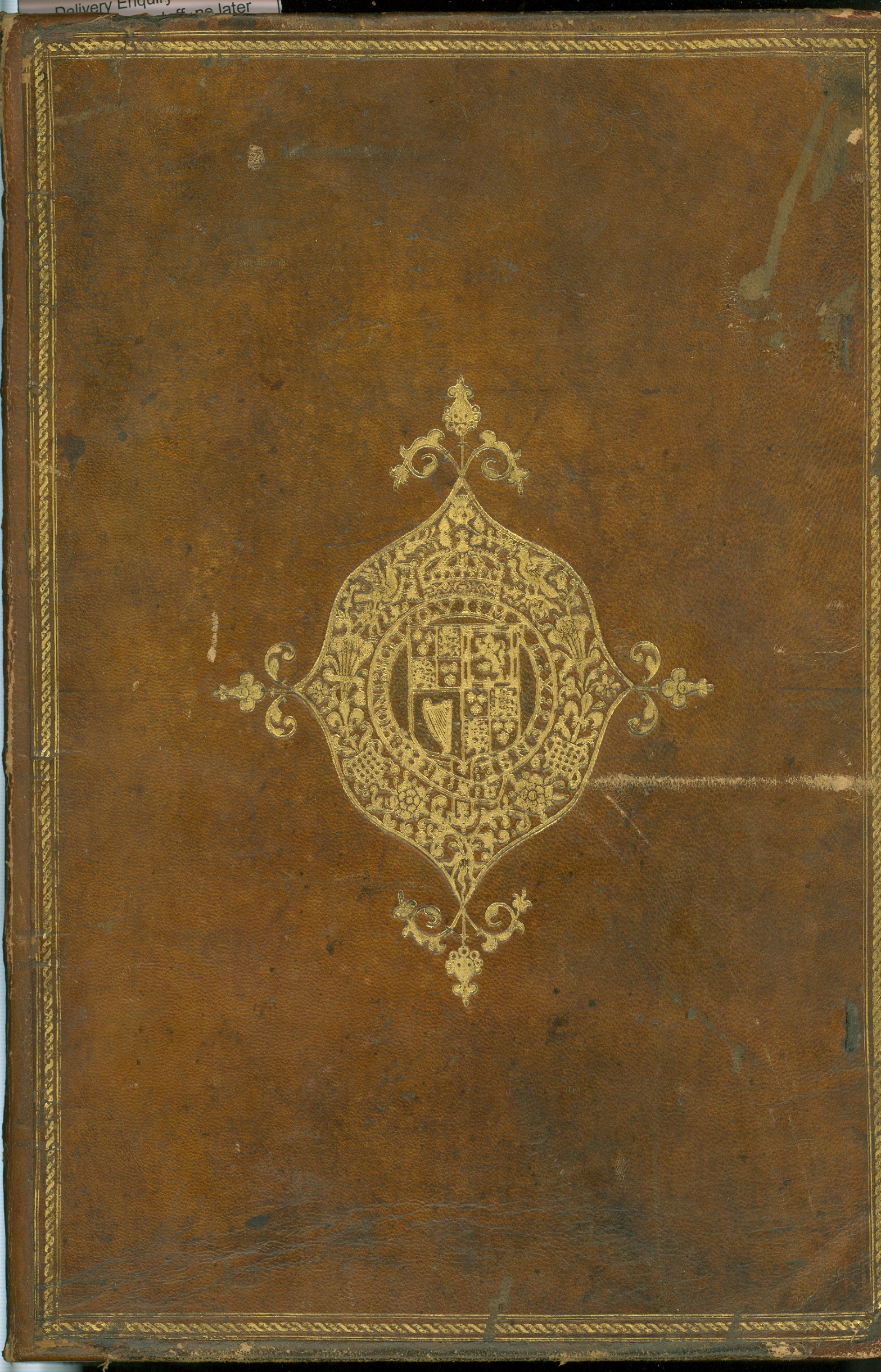
Мартін дю Белле. Спогади Месса, 16 ст.
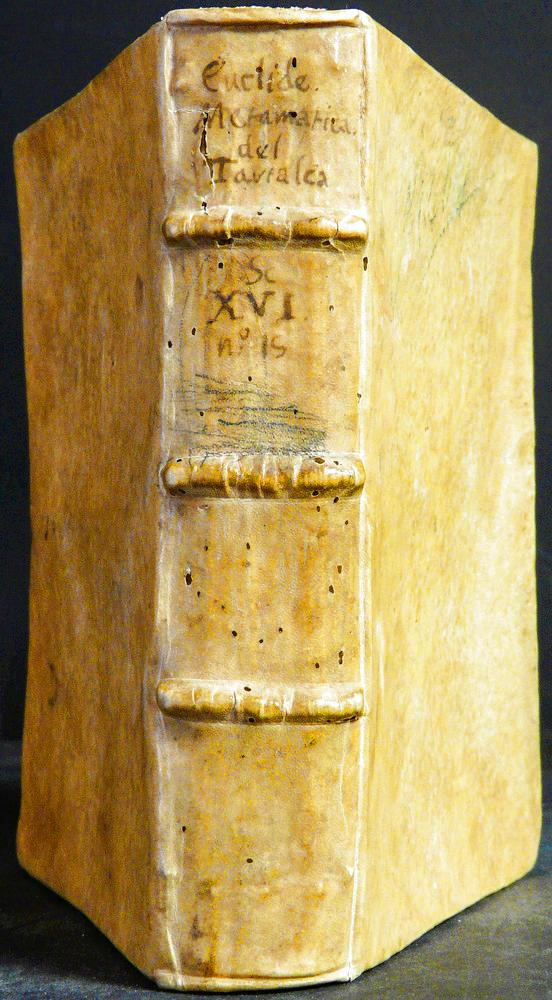
Евклід. Начала, 1543
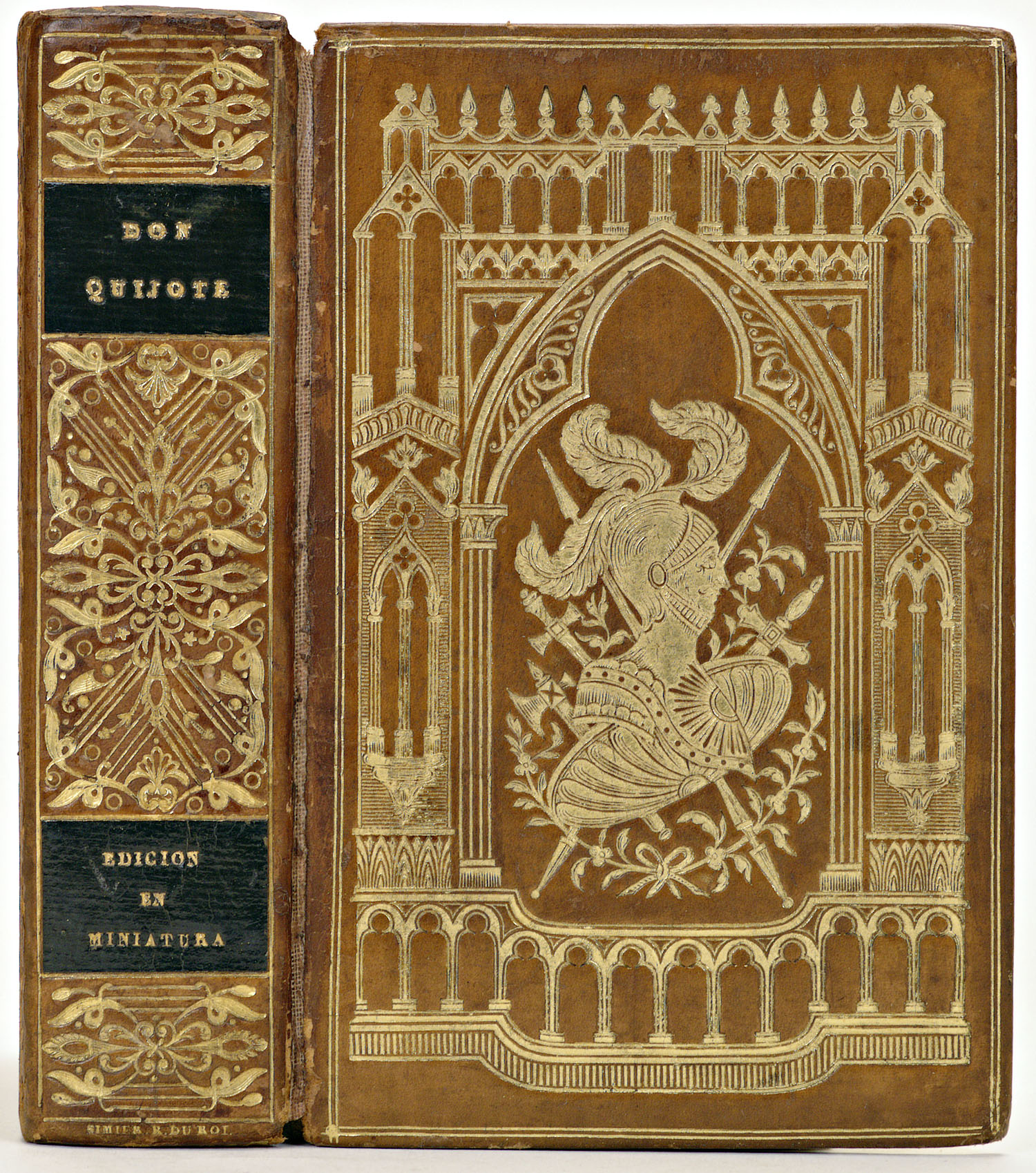
Мігель де Сервантес. Дон Кіхот, 1827
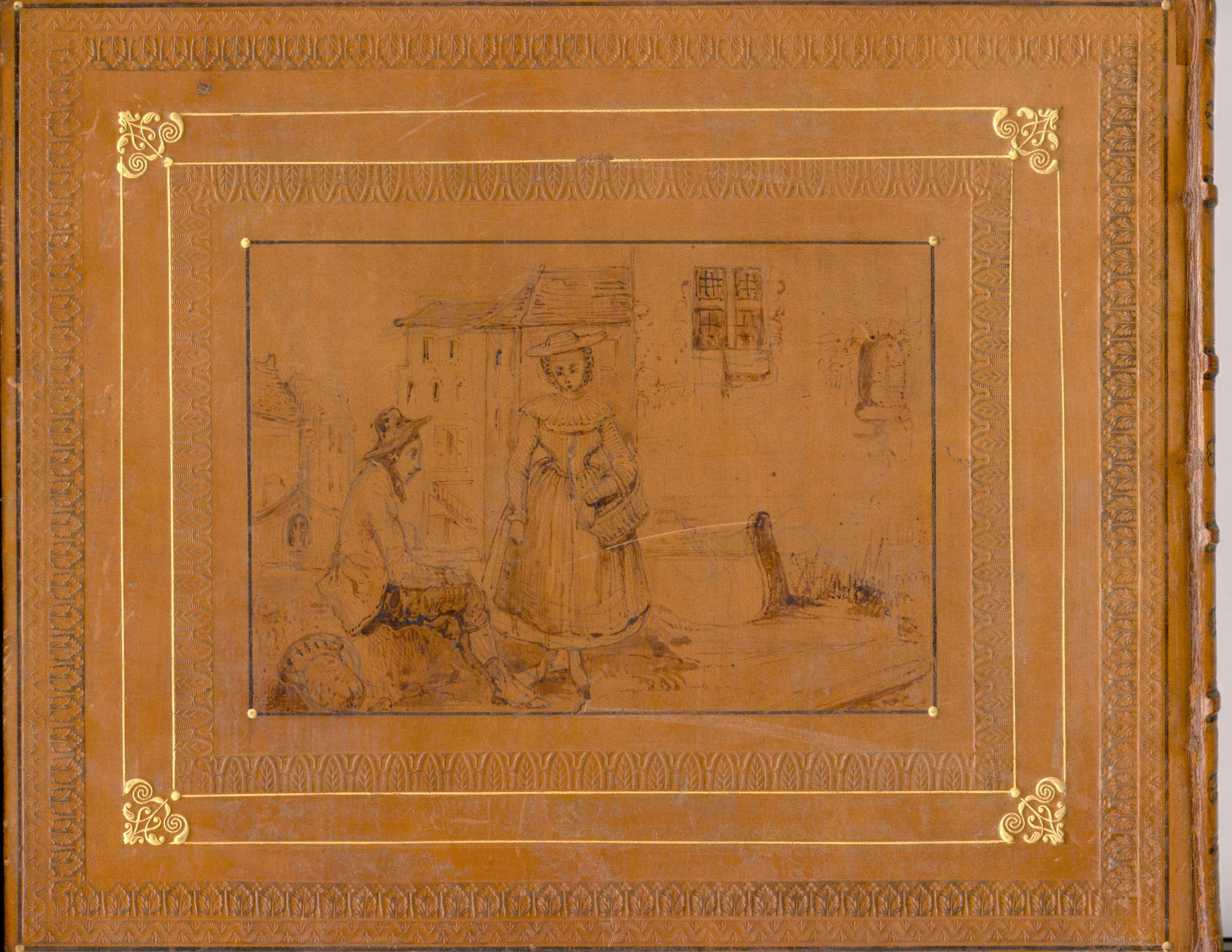
Палітурка альбому для малювання. Франція, бл. 1840
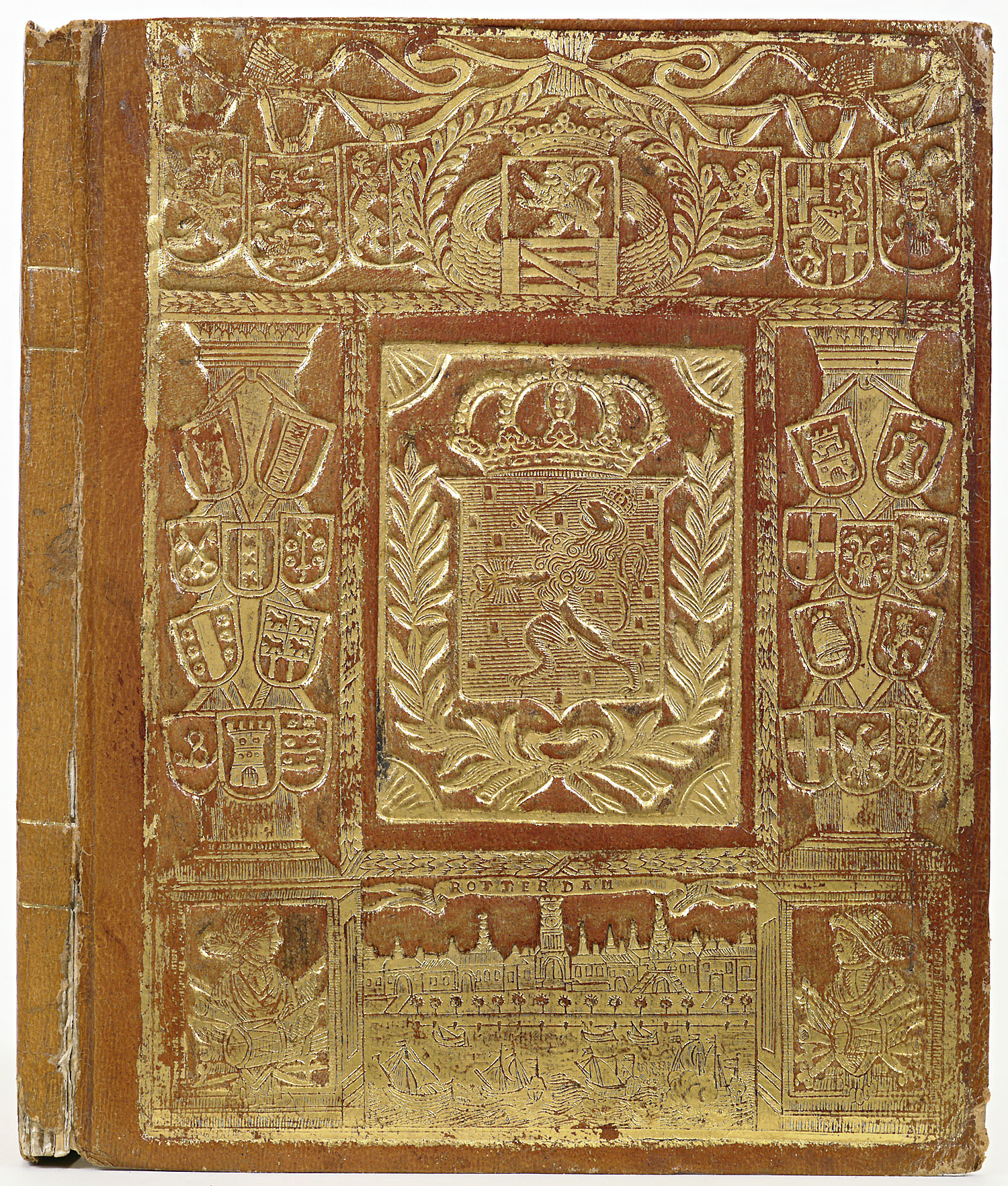
Палітурка роботи Антоні Зваамена до Альманаху Самуеля Томсона, 1842
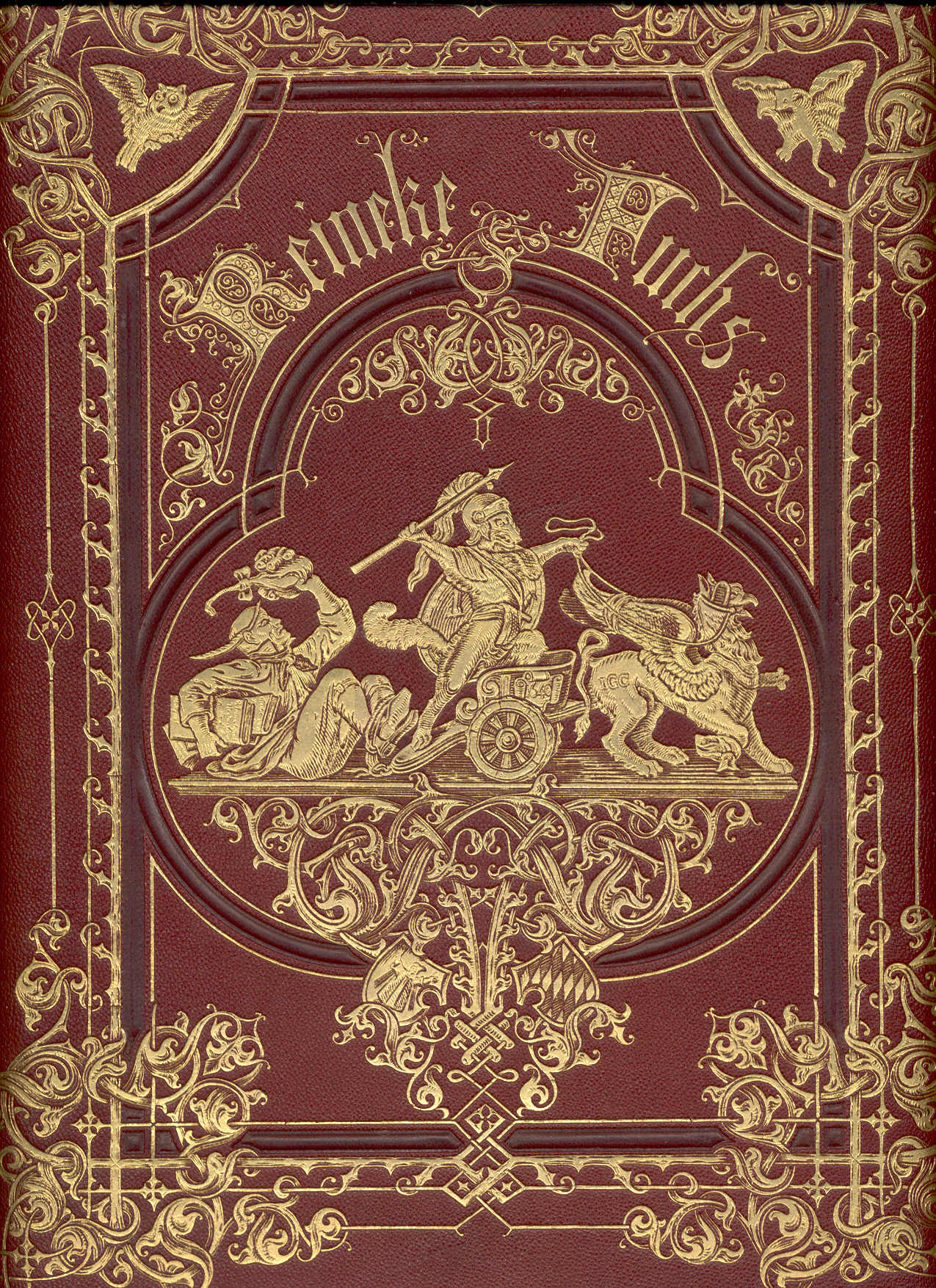
Йоганн Вольфганг фон Гете. Рейнеке-лис, 1846
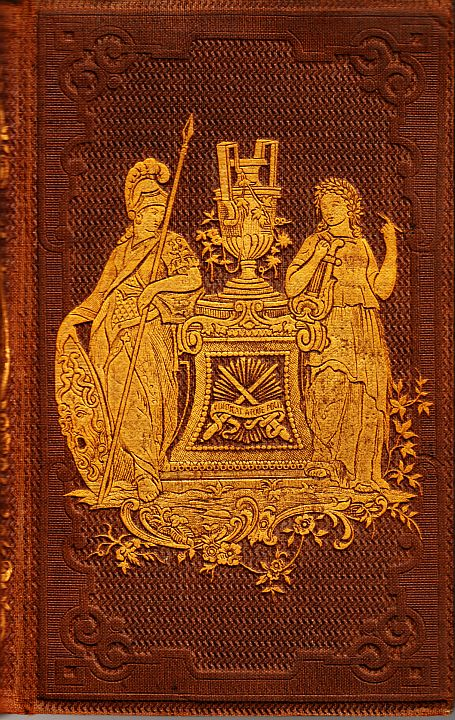
"Студентський співаник". Нідерланди, 1854
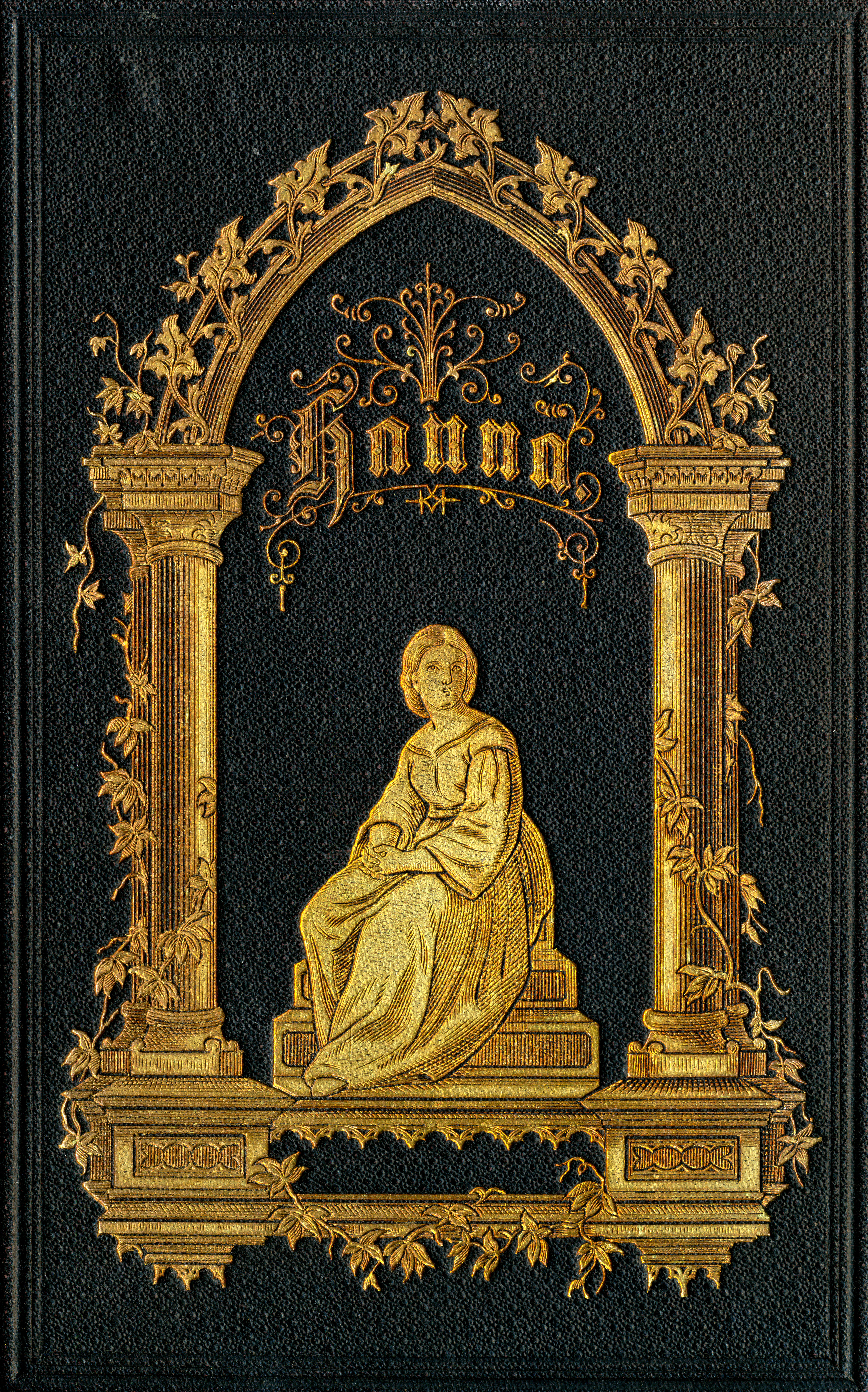
Якоб Фрейнд. Ганна, 1867
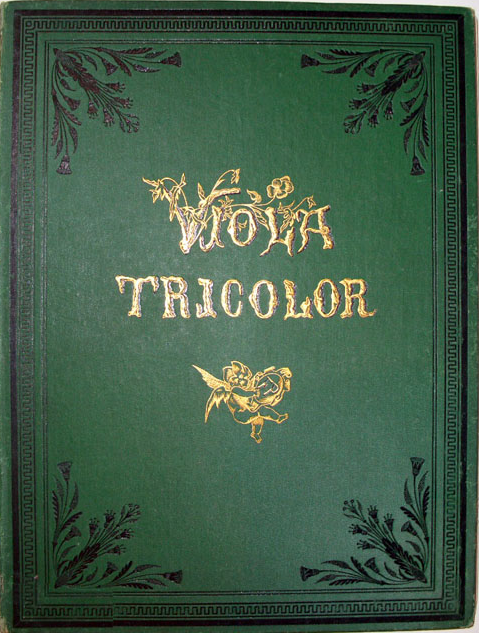
Франц Граф фон Поччі. Фіалка триколірна: на малюнках і в римах, 1876
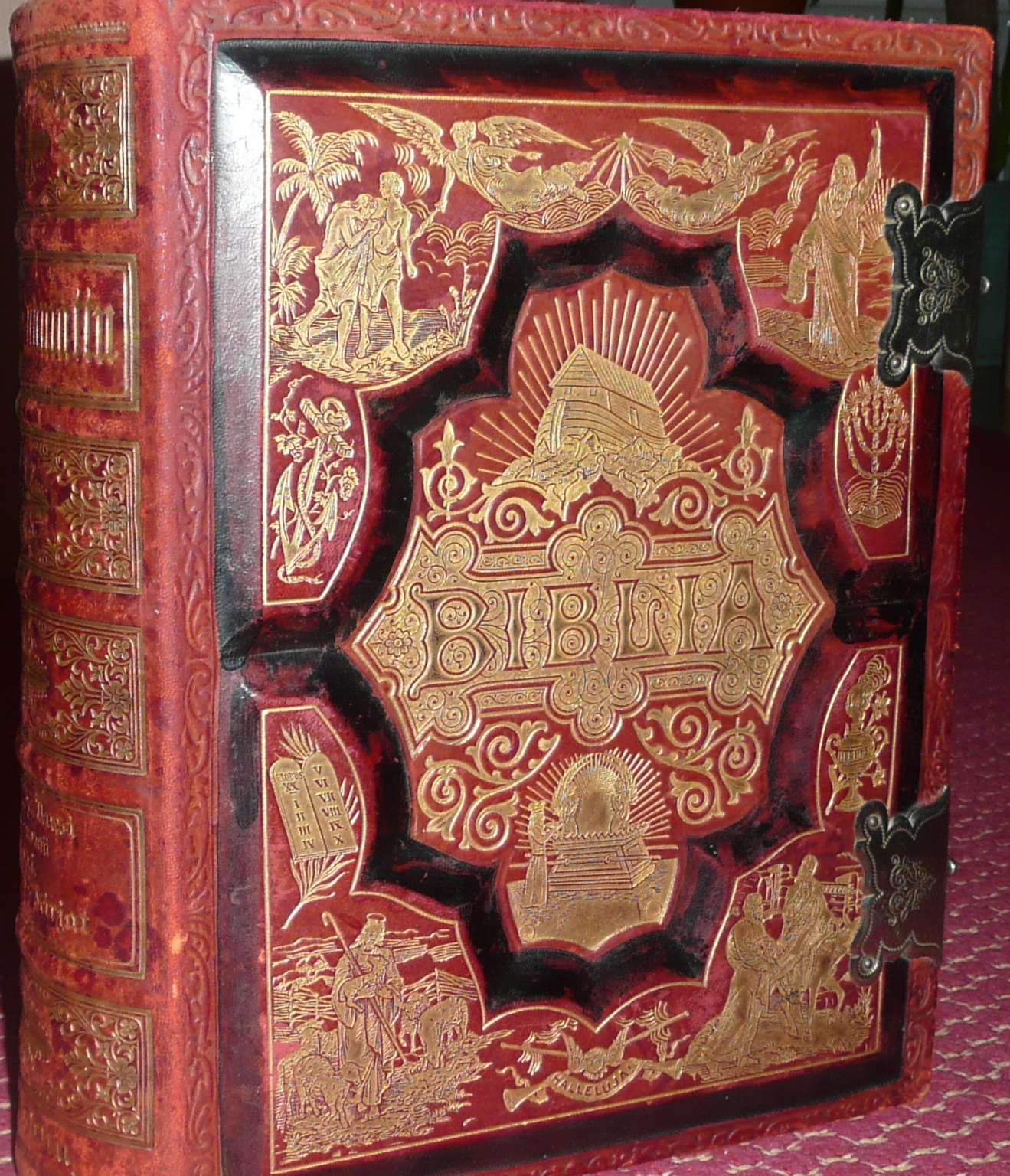
Біблія, 1890
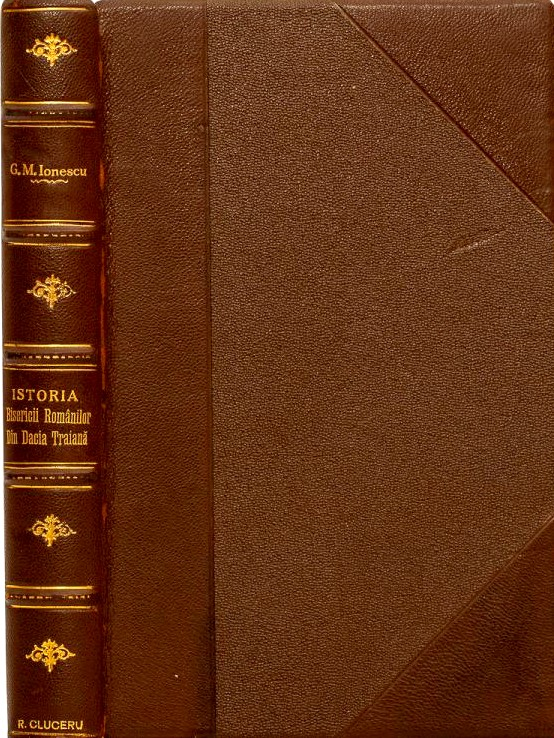
Ґ.М. Іонеску. Історія румунської церкви в Дакії, 1905
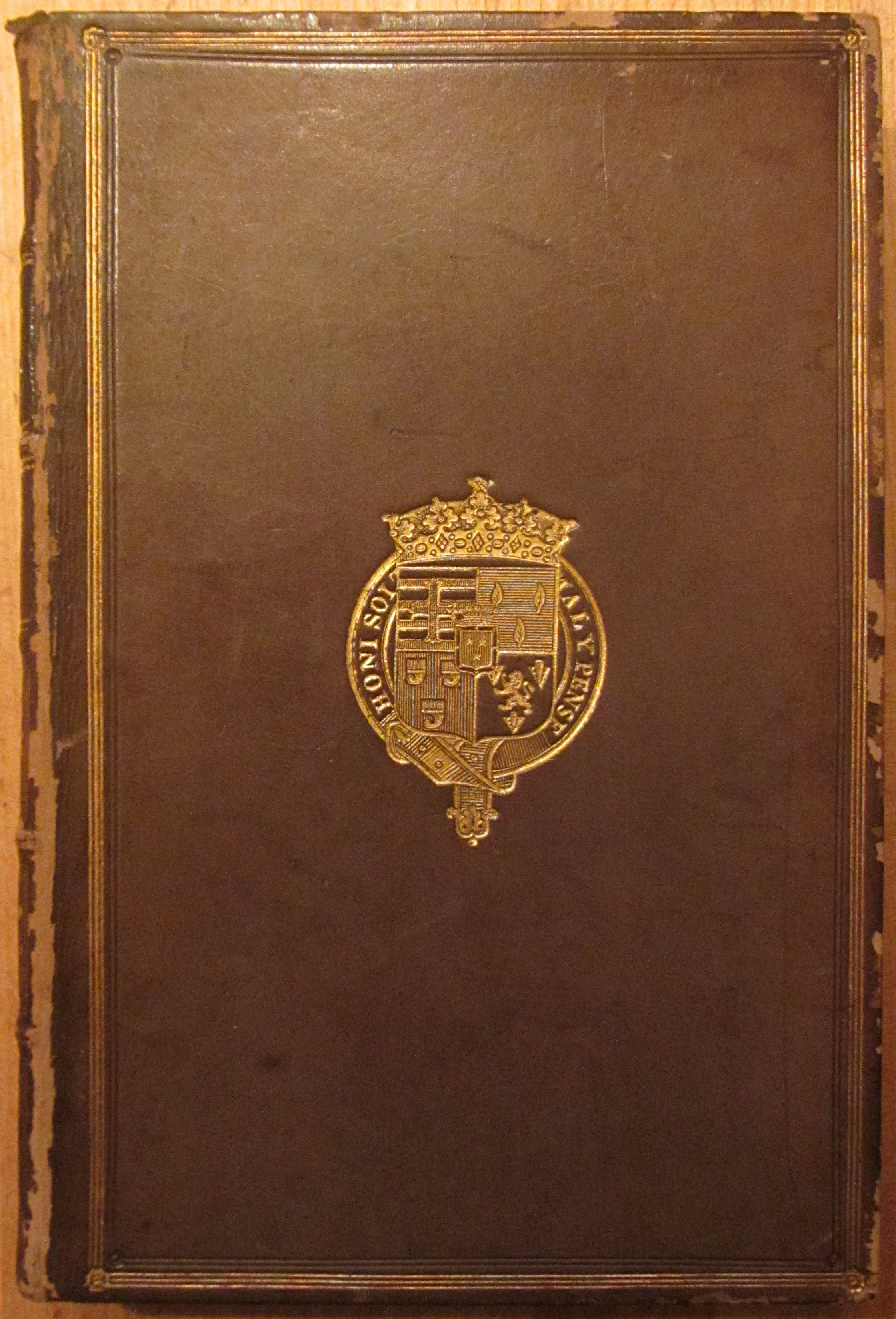
Альфред Ноєс. Вільям Морріс, 1908
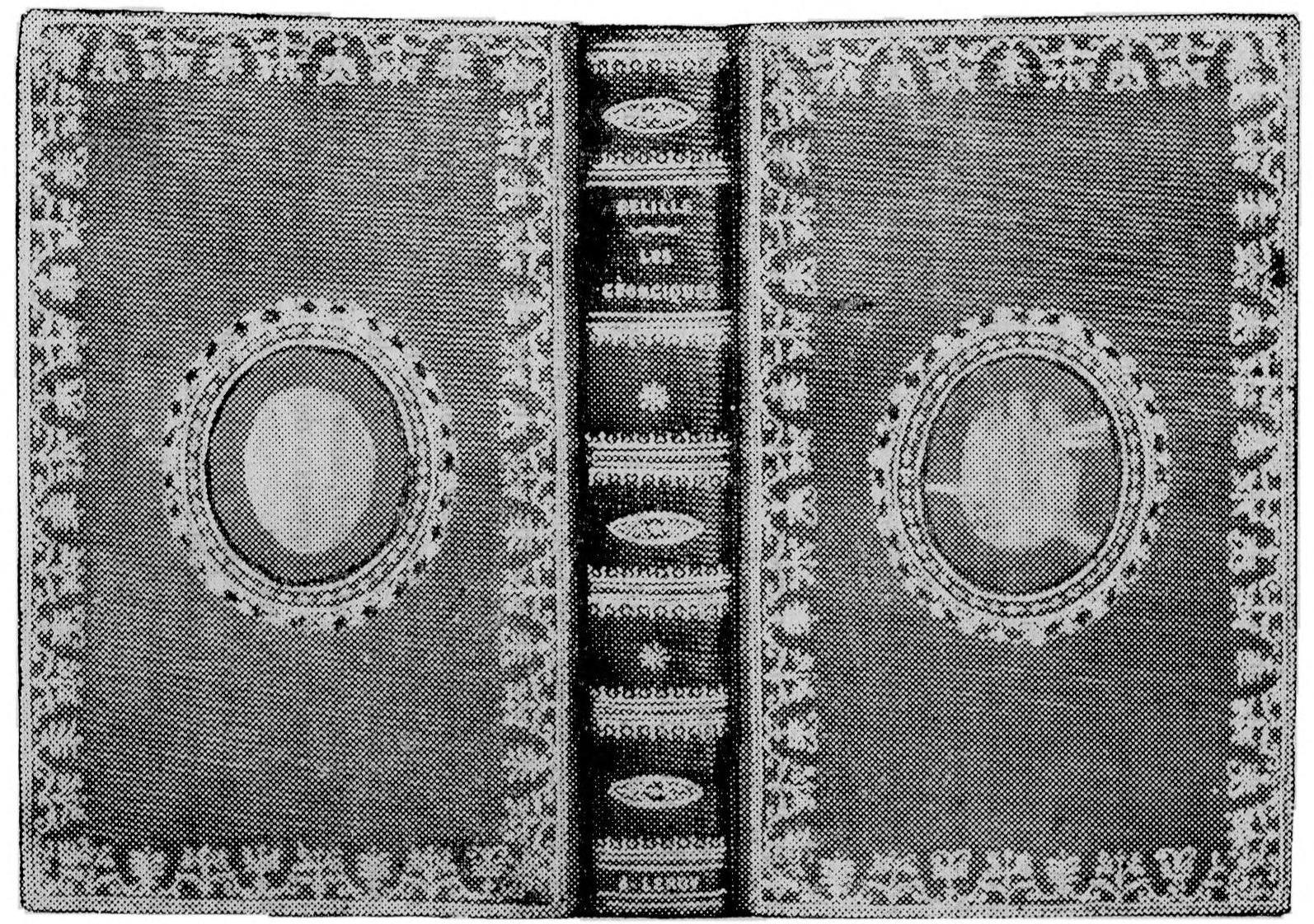
Вергілій. Ґеорґіки, 1922